# Урунгу
Урунгу (Булгангол) (на монголски: Өрөнгө гол; на китайски: 乌伦古河; на пинин: Wūlúngǔ hé) е река в Западна Монголия и Северозападен Китай, в Синдзян-уйгурския автономен регион, вливаща се в езерото Баганур. С дължина 725 km и площ на водосборния басейн 35 440 km² река Урунгу води началото си от безименно езеро на 3125 m н.в. под името Булгангол, от югоизточното подножие на масива Душин Ула (3868 m, в планината Монголски Алтай), на територията на Монголия, в непосредствена близост до границата с Китай. В горното си течение тече на юг-югоизток в дълбока и тясна планинска долина. В района на селището Булган излиза от планините, завива на запад-северозапад (запазва това направление до устието си) и след около 50 km навлиза на китайска територия вече под името Урунгу. Тук реката тече през пустинни и полупустинни райони през Джунгарската равнина. В най-долното си течение (последните около 15 km) завива на юг и се влива от север в езерото Баганур, на 470 m н.в. В миналото реката е блуждаела в долното си течение и периодично се е вливала ту в езерото Баганур, ту в езерото Улюнгур. Река Урунгу получава притоци само в горното си течение, като най-голям е река Чингил (десен). Има ясно изразено лятно пълноводие със среден годишен отток в долното течение 45 m³/s. През зимата замръзва. В долното течение водите ѝ се използват за напояване, а горното обитават бобри.